# Polystichum hagenahii
Polystichum hagenahii är en träjonväxtart som beskrevs av Cody. Polystichum hagenahii ingår i släktet Polystichum och familjen Dryopteridaceae. Inga underarter finns listade.